# TrueCombat: Elite
 (février 2010).
Si vous disposez d'ouvrages ou d'articles de référence ou si vous connaissez des sites web de qualité traitant du thème abordé ici, merci de compléter l'article en donnant les références utiles à sa vérifiabilité et en les liant à la section « Notes et références ».
TrueCombat: Elite ou TC:E est un mod gratuit, une conversion complète du jeu Wolfenstein: Enemy Territory. Tout comme Wolfenstein: Enemy Territory, c'est un jeu de tir subjectif qui met en opposition deux camps, mais ici, non plus les alliés contre les nazis, mais des Forces spéciales contre les terroristes. Et les autres...
La première version de ce mod est apparue sous le nom de TrueCombat: Elite en 2004. Il est issu de la fusion de deux projets lancés au début des années 2000 : True Combat et Elite 626. Il est souvent comparé au jeu Counter-Strike mais s'en éloigne par son gameplay.
TrueCombat:Elite est en phase de beta test public.

## Système de jeu

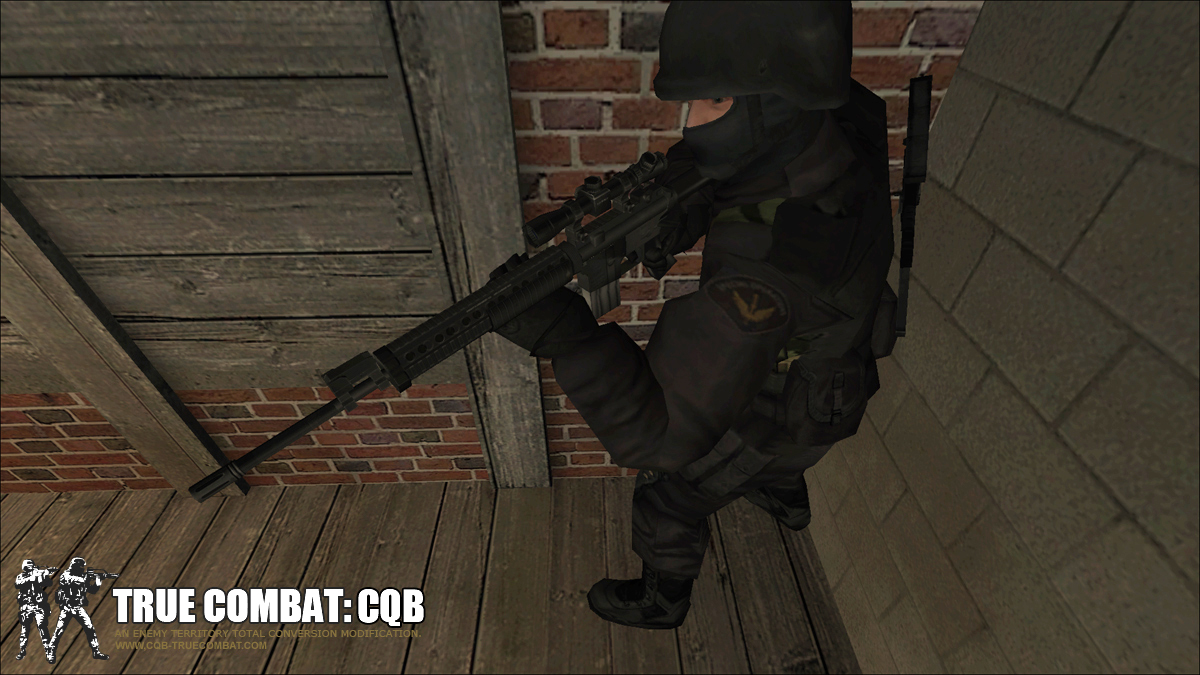
Scène de jeu

TrueCombat: Elite, possède un gameplay basé sur la tactique et le réalisme (tactical realism), et est orienté équipe. Le but des développeurs est d'atteindre un haut degré de réalisme.
On peut noter, par exemple, deux types de visée différents et l'absence de croix de visée (crosshair), ainsi qu'une balistique complexe avec prise en charge des trajectoires sur couches multiples et une simulation réaliste du comportement des armes (que ce soit au niveau des restrictions de mouvements ou des dommages occasionnés). En effet, 1 à 2 balles suffisent pour tuer un homme, selon la position de l'impact, la puissance de l'arme et la distance de la cible.

### Les équipes

Specops vs Terro

TrueCombat: Elite oppose deux camps en milieu urbain :
- Forces spéciales : la Global Intervention Force (GIF626) est un groupe formé de militaires de différentes forces spéciales mondiales, US Delta force, UK SAS, des KSK et GSG9 allemand, pour ne citer qu'eux. Leurs principales missions sont l'élimination des groupes terroristes, la surveillance et la protection de points stratégiques contre les attaques terroristes ;

- Terroristes : une puissante organisation criminelle connue sous le nom de The Unit composée de mercenaires provenant du monde entier. Leurs principaux objectifs sont la pose de bombes et l'élimination des troupes des Forces spéciales.

### Classes de personnage
Chaque équipe a le choix entre trois différentes classes de personnage :
- La classe Assault : Fusil d'assaut, fusil à pompe, semi-automatique, pistolet et une grenade à fragmentation (pour la version 0.490b)
- La classe Recon : Pistolet mitrailleur, pistolet mitrailleur à silencieux, fusil à pompe, pistolet et grenade aveuglante et un fumigène. Cette classe n'étant pas lourdement équipée, elle a des mouvements plus rapides. (course, reflexes…) au détriment de la puissance de leurs armes.
- La classe Sniper : Utilise les fusils de précision, les pistolets et un fumigène.

### L'armement

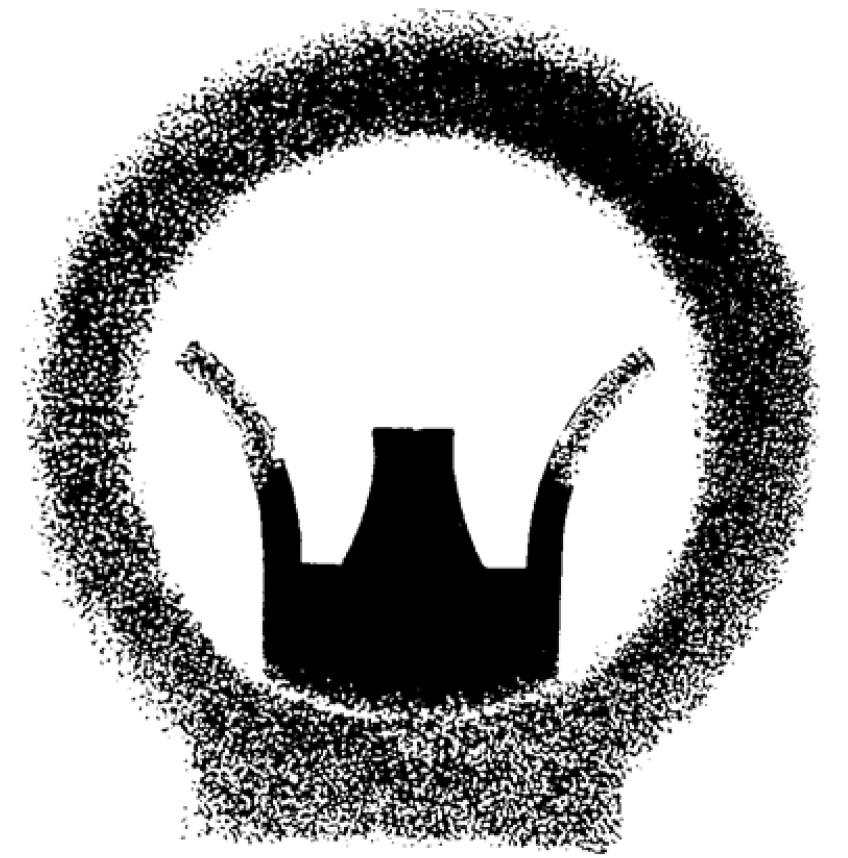
Iron Sight

TrueCombat:Elite est fort d'une trentaine d'armes modernes réparties entre les deux équipes, dont certaines sont communes aux deux camps, comme l'équipement en grenade, ou à toutes les classes, comme le couteau. Chaque arme possède son comportement propre, comme son recul, la précision du tir sur une longue distance, les dommages occasionnés, mais également des restrictions de poids (les fusils d'assaut sont plus lourds que les pistolets mitrailleurs par exemple). Conséquence, vous courez moins vite si vous êtes équipé d'un fusil d'assaut.
Chaque joueur sera équipé d'une arme principale, une arme de poing, un équipement grenade, et un couteau.
La répartition des armes se fait comme suit (0.490b):

#### Le système Armament Availability (AA)
Dans TC:E sauf exception, toutes les armes ne sont pas disponibles par défaut. En effet chaque joueur commence par l'arme de base propre à sa classe, ainsi, et de manière uniquement individuelle, pour débloquer toutes les armes de votre personnage afin de disposer d'armes aux caractéristiques légèrement supérieures il vous faudra gagner des points "AA". En fonction de votre score, de vos actions réalisées vous gagnez ou perdez des points "AA".
(sous réserve de modification pour les versions suivantes)
| SCORE | ACTION                                                | Modification du AA |
| ----- | ----------------------------------------------------- | ------------------ |
| < -3  | Teamkill, Mauvaise performance                        | -2                 |
| < 0   | Tué dans l'action, pas d'objectif atteint, pas de tué | -1                 |
| 0     | Moyenne performance                                   | 0                  |
| > 0   | Objectif atteint, Survie                              | 1                  |

### L'environnement
TrueCombat:Elite se déroule à notre époque. Les joueurs évoluent en milieu urbain de jour mais aussi de nuit.
Le jeu comporte officiellement, et dans la version 0.490b, 6 cartes officielles :
- Delta (IJmuiden, Pays-Bas): en soirée
- Northport (Liverpool, Royaume-Uni): de jour
- Railhouse (Detroit, USA ): en soirée
- Snow (Kamchatka, Russie): en soirée
- Stadtrand (Hamburg, Allemagne): de jour
- Village (Nikustak, Macédoine): de jour

Toutes les autres cartes présentes dans le jeu sont l’œuvre de joueurs et n'ont aucun statut officiel.
Bien que les cartes soient relativement petites, elles n’en restent pas moins très tactiques, chaque motte de terre, caisse, angle de mur, haut d’escalier, poubelle, coin ombragé, sont tous autant de dangers potentiels et peuvent cacher un ennemi.
Cependant, lors de la Warleagues, grand événement faisant s'affronter toutes les teams de TC:E inscrites, d'autres maps peuvent être choisies, comme Depot, Frostbite...

### Les mods de jeu
Dans la version 0.490b, trois types de mini scénarios sont présents :
- Le mode bodycount dont le but est simplement de tuer le plus d'ennemis possible en un temps donné (mode de jeu généralement appelé team deathmatch dans d'autres jeux).
- Le mode objective dont le but principal est d'atteindre un objectif particulier. Actuellement, les terroristes doivent poser et faire exploser une bombe sur un lieu particulier (marqué par un "A" et/ou "B" sur la boussole (compas) en un temps imparti. Les Forces spéciales (SpecOps) doivent éviter la destruction de l'objectif, en empêchant les terroristes de poser la bombe ou en la désamorçant. Particularité : chaque joueur n'a qu'une seule vie, le round se termine si l'objectif a été atteint ou si tous les joueurs adverses ont été éliminés.
- Le mode Reinforced Objective basé sur le classique type de jeu Capture the Flag dont le but est de capturer un sac à dos dans le camp adverse et le ramener dans son camp. Actuellement ce mode est fortement critiqué donc peu joué du fait que l'objectif est trop près si ce n'est dans le camp adverse donc quasiment imprenable.

## Historique
| Q3:Terminator - version Q3:Terminator (juillet 2000) True Combat - version 0 (septembre 2000) - version 0.27 - version 0.40 - version 0.45 - version 0.45b12 (décembre 2001) - version Beta 1.0 (juin 2003) - version 1.2 TrueCombat: Elite - version 0.48 - version 0.49 (septembre 2006) - version 0.490b (janvier 2007) |

Le projet commence en 1999 avec l'objectif de créer un  mod  pour  Quake 3. La première version du mod fut appelée Q3:Terminator car le style de jeu était calqué et inspirée du film Terminator, avec un gameplay qui n'était alors pas axé sur le réalisme. Durant le développement, les développeurs changèrent totalement d'optique et décidèrent de créer un mod axé sur le réalisme et le mod fut renommé True Combat.
En 2004, à la suite de quelques problèmes techniques rencontrés par l'équipe de développement, celle-ci décida de migrer et de créer un mod gratuit et totalement réaliste d'après le jeu gratuit Wolfenstein: Enemy Territory. Il fut nommé TrueCombat: Elite.

## Programmes tiers
De nombreux programmes tiers existent pour faciliter le jeu ou les performances à côté.
Il y a deux catégories: les scripts et les vrais programmes.
Les scripts sont des lignes de codes écrites dans un fichier dédié (autoexec.cfg). Certains sont autorisés (comme ceux pour changer la freeaim, ou faire comme si la touche courir était enfoncée. D'autres sont interdits, comme le script jump, qui fait sauter plus haut, ou le script 360, qui vous fait faire un tour complet en sautant...
Les vrais programmes sont des exécutables que vous lancez. Il y en a différentes formes :
-le dynowatch, qui permet d'afficher le temps restant avant l'explosion de la bombe en mode objectif, soit dans le tchat commun, soit dans le chat team ou bien uniquement pour soi.
-le minimiseur ET: à la base pour Enemy teritory, ce petit exécutable permet de minimiser le jeu en appuyant sur une touche (par défaut F8) pour retourner sous le système d'exploitation.

### Les bots
Les bots (robots) sont de petits programmes d'intelligence artificielle simulant le comportement de joueurs permettant ainsi de jouer seul. Bien que pouvant être utilisés sur Wolfenstein: Enemy Territory et dans d'autres jeux du même genre, ils ne sont officiellement pas supportés par la version actuelle de TrueCombat: Elite, bien que certains soient utilisées par les développeurs du jeu, ils restent strictement réservés au développement.

### Triches
Les cheats (triches, en anglais) sont des programmes permettant à des joueurs d'exploiter le jeu de manière non prévue par celui-ci afin de lui donner un net avantage sur les autres joueurs. C'est un fléau très présent dans les jeux du genre, très peu apprécié par la communauté et conduisant souvent au bannissement du tricheur. De nombreux efforts ont été réalisés pour rendre non valides les cheats du genre Aimbot et Wallhack. TrueCombat: Elite est protégé par PunkBuster qui toutefois ne peut tout détecter. Il est fréquent de voir des tricheurs sur les serveurs de jeu, et l'on doit donc s'en remettre aux administrateurs (admins), qui ont le pouvoir de « kicker » (littéralement dégager à coups de pied) ou « ban » (bannir) les personnes indésirables.
Ne pas confondre scripts et cheats!

### Les ajouts apportés par la communauté
Régulièrement de nouvelles cartes, armes, textures, sons et même des correctifs de bugs, sont créés non officiellement et mis à disposition de la communauté par les joueurs. Cependant, ces travaux sont en général de qualité moindre mais restent intéressants.